# Église Saint-Vivien de Bords
L'église Saint-Vivien est une église de style roman saintongeais située à Bords en Saintonge, dans le département français de la Charente-Maritime en région Nouvelle-Aquitaine.

## Historique
L'église Saint-Vivien de Bords fut construite en style roman au XIIe siècle et remaniée au XVe siècle.

## Description
L'architecture associe un ensemble primitif roman du XIIe siècle - ici le chevet, la travée droite initialement prévue pour porter le clocher et une partie de la nef - et d'importantes parties gothiques dont le clocher et une chapelle septentrionale.
Le portail roman est unique et présente trois voussures dont les archivoltes sont supportées par trois colonnettes à chapiteaux lisses.Belle qualité des maçonneries de pierre de taille.
Ensemble intéressant de modillons et chapiteaux du chevet, et décors sculptés à l'intérieur, lesquels empruntent leur style et leurs motifs à l'église Saint-Pierre d'Aulnay.

## Protection
L'église Saint-Vivien fait l'objet d'un classement au titre des monuments historiques depuis le 5 décembre 1984.